# Nación delaware
La nación Delaware, a veces llamada La Ausente o Tribu Delaware Oriental, es una nación aborigen estadounidense, reconocida por el Gobierno Federal de los Estados Unidos de América, una de las dos tribus organizadas de indios Delaware, junto con la tribu de los indios de Delaware con sede en Bartlesville (Oklahoma). la «reserva» de la nación Delaware se encuentra actualmente a dos kilómetros al norte de Anadarko (estado de Oklahoma) en la autopista 281.

## Antecedentes
El pueblo lenape se divide en tres grupos dialectales, que más tarde se convirtieron en la base de los tres clanes de la tribu lenape. Estas divisiones fueron los monsi o lobos (wolf), los unami o las tortugas, y los unilactigo o los pavos salvajes (turkeys). Los nombres propios de los clanes, ya que ahora existe son:
-mansee (tribu del norte)
-unami o personas de río abajo 
-lachtigo o naticokes (grupo más al sur)
La nación delaware corresponde a Pùkuwànko (clan de la tortuga).
La nación delaware fue la primera nación que concertó un tratado con los Estados Unidos, el Tratado de Fort Pitt cual se firmó el 17 de septiembre de 1778.
Los delaware de Oklahoma se establecieron en 1867, con la compra de tierras por parte de los delawares a los cherokees, pagando un total de 438 000 dólares (el equivalente a 440 millones de dólares de 2009). Después de esa operación siguieron litigios sobre si dicha compra de tierras incluía los derechos de los delaware como nación cherokee. Todo era un artilugio legal para despojar a ambas tribus, por parte del gobierno estadounidense de entonces, de dichas posesiones. La Ley Curtis de 1898 disolvió los gobiernos tribales y ordenó la asignación de las tierras comunitarias los miembros individuales de las tribus. Los lenapes lucharon contra esa ley en las cortes perdiendo, y en 1902 los tribunales declararon que «los indios solo habían comprado los derechos a la tierra por el transcurso de sus vidas, sin derecho a heredarlas a sus descendientes». Las tierras fueron adjudicadas en lotes de 160 acres (650 000 m²) en 1907, con las tierras sobrantes vendidas a los no indios.
La tribu fue de nuevo reconocida el 5 de julio de 1958 por el gobierno federal como «la tribu del oeste de Oklahoma, Delaware». Ratificando su actual Constitución en 1972. En noviembre de 1999, la tribu cambió oficialmente su nombre por la nación de delaware.
En 2004, los delaware demandaron al estado de Pennsylvania, por las tierras perdidas en el siglo XIX, que estaban relacionadas con la compra de 1737, un acuerdo de dudosa veracidad legal, dicha demanda aún está ventilándose en las cortes.

## Hoy
La nación delaware tiene censados, hasta mediados de diciembre de 2009, 1338 miembros inscritos. Su presidente actual es Kerry Holton. Su sede está ubicada en Anadarko, siendo su área de jurisdicción tribal dentro del condado de Caddo (estado de Oklahoma).
La nación delaware opera con su autoridad de vivienda propia y expiden placas de vehículos de la tribu, además de dos casinos y una empresa de tecnologías para la generación de energía eléctrica vía paneles solares.

## Idioma
Los delaware hablan en dos idiomas muy semejantes entre sí, el munsí y el unami (como decir el gallego con respecto al portugués), pertenecientes al grupo de idiomas algoquianos, además de idioma inglés. La Oficina de Preservación Cultural de la Nación Delaware indica en su página web que "está comprometida con la preservación y protección de los idiomas lenape...».

## Impacto económico
Su ingreso anual neto se estima en 3.315.239 dólares.
Sus casinos tribales, Gold River Bingo y Casino, se encuentran al norte de Anadarko.